# Аварія танкера «Надія»
Аварія танкеру «Надія» (рос. Надежда) — аварія, яка сталася на російському танкері «Надія» 28 листопада 2015 року внаслідок його викидання на мілину.

## Передумови
За даними ЗМІ на борту було 768 тонн нафтопродуктів, з них 426 тонн дизельного пального та 360 тонн мазуту. На момент події у районі аварії діяло штормове попередження. Сама аварія сталася у берегів західного Сахаліну.
Танкер побудований у 1986 році в Кореї, порт приписки — Находка, судновласник — ТОВ «ДВ Акваторія». За іншим даними власником судна є ТОВ «Росторг».

## Хронологія подій
28 листопада, вранці в суботу, до берега Сахаліну в районі порту Невельськ притискним вітром викинуло на мілину танкер «Надія» з вісьмома членами екіпажу та тоннами нафтопродуктів на борту. За попередньою інформацією, через вітер якір при виїмці вдарив корму, як наслідок, танкер отримав тріщину в машинному відділенні. Обсяги розливу палива в акваторії оцінити не вдалося. За даними МНС РФ, виявлено забруднення берегової лінії фрагментами нафтопродуктів протягом 500 метрів, шириною до одного метра від урізу води.
29 листопада на берег доставлений один член екіпажу, решта членів команди допомагають у прокладанні спеціальної лінії для відкачування палива. Також, за повідомленням МНС РФ, на місце прибув буксирувальник «Отто Шмідт», який допоможе у знятті танкера з мілини. Також рятувальники почали роботу з очищення берегової смуги від мазуту з танкера «Надія», викинутого вранці в суботу на мілину в акваторії міста Невельська. Одночасно з цим, на допомогу вийшло російське рятувальне судно «Рубін».
30 листопада почалася операція з відкачування палива. Також заступник начальника ГУ МНС Росії по Сахалінській області В'ячеслав Мурнау заявив, що за день «з танкера викачали 24 кубометра нафтопродуктів — це один бензовоз». Він також зазначив, що було «встановлено 120 метрів бонових загороджень і зібрано 105 кубометрів забрудненого ґрунту».
1 грудня операція по зняттю з мілини танкера «Надія» в районі сахалінського порту Невельськ припинена через складні погодні умови. Влада шукає альтернативні способи відкачування палива. На борту судна «Надія» залишився лише капітан. За окремими свідченнями море постійно викидає нові порції мазуту, а відповідно витік з танкера триває. Також 1 грудня громадськими організаціями було помічено сотні забруднених мазутом бакланів.
2 грудня за фактом аварії, що відбулася з нафтоналивним судном «Надія» в акваторії морського порту Невельська порушено кримінальну справу за статтею «Порушення правил безпеки руху та експлуатації морського транспорту». Також почалися роботи із насипання тимчасової дороги до судна. За повідомленнями ЗМІ на це знадобиться не менше двох тижнів і 15000 кубометрів каменю. В результаті з'являться можливості для більш оперативного проведення рятувальної операції. А на набережній, поряд з якою сів на мілину танкер, підготовлено майданчик для заїзду техніки. Визначено напрямок, за яким почнуть відсипати проїзд до судна, позначені кар'єри, з яких вантажівки повезуть камінь. З боків насипу планується зробити захист від хвиль.
3 грудня на 19.30 (за сахалін. часом) аеромобільної угрупованням Головного управління МНС Росії очищено 940 м² берегової смуги. Також протягом цього дня групами від організацій «Айленд Дженерал Сервісес», «Екошельф» та «Центр аварійно-рятувальних та екологічних операцій» продовжена робота по збору забрудненого ґрунту. Проте у зв'язку з прогнозованими несприятливими погодними явищами відкачка палива з танкера «Надія» була тимчасово призупинена.

## Наслідки
Зі слів начальника регіональної громадської організації «Екологічна вахта Сахаліну» Дмитра Лісіцина, нафтопродукти розтеклися приблизно на 5 км уздовж берегової лінії. На його думку, екологічною катастрофою цю подію назвати не можна. Однак, вважає еколог, це серйозна аварія для Невельська, що негативно вплине на птахів і морських мешканців в цьому районі.